# 28岁未成年
《28岁未成年》（英語：Suddenly Seventeen），是一部于2016年上映的奇幻爱情电影，本片改编自black.f同名小说。由倪妮、霍建华、马苏、王大陆领衔主演，中国于2016年12月9日上映。

## 剧情简介
28歲的涼夏（倪妮 飾）與34歲的茅亮（霍建華 飾）相戀10年，她每天的願望就是早日能與“白馬王子”茅亮步入婚姻殿堂。然而，茅亮則正在籌備公司的第二輪融資的事情，根本無暇顧忌涼夏的小心思。在閨蜜白曉檸（馬蘇 飾）的婚禮上，涼夏向茅亮逼婚未遂，還被他提出分手。涼夏悲傷欲絕，意外之下，心智重返17歲，身體卻沒有變化。裝在大涼夏身體裡的小涼夏偶遇並愛上了個性青年嚴岩（王大陸 飾），而此時小涼夏年輕的心態以及對茅亮的冷漠的態度，又讓茅亮重燃對她的興趣。面對兩段不同的感情，涼夏究竟會做出怎樣的選擇呢？

## 演员阵容

### 主要演员
| 演员姓名 | 角色名称 | 介绍 |
| 倪妮     | 凉夏     | 28歲，茅亮交往十年的女友，為了茅亮放棄去國外進修的機會、放棄成為畫家的夢想，甘願成為他背後的女人，每當心情不好的時候，總是靠著大吃垃圾食物緩解情緒，在向茅亮逼婚不成之後，吞下從電視購物上買來的巧克力，心靈意外回到了17歲時候的自己，但兩個分裂的靈魂並不共享記憶，繼而發生一連串脫序的事情。                                                                   |
| 霍建华   | 茅亮     | 34歲，事業有成，長相出眾的年輕企業家，曾信誓旦旦的以結婚為前提向涼夏提出交往，讓涼夏心甘情願的放下夢想與事業陪伴在他身側，在創建了自己的公司後，總以事務繁忙作為推託婚事的藉口，事實是與涼夏十年的感情，對茅亮而言早在不知不覺間褪去了激情，他開始埋怨於涼夏是刻意讓自己圈養，逼婚一事後，向涼夏提出分手，但在涼夏17歲的靈魂出現後，被迫捲入兩個人格的矛盾之中。 |
| 马苏     | 白晓柠   | 28歲，與涼夏從高中時期就認識，是涼夏的閨蜜兼死黨，因為學生時期總戴著眼鏡，被涼夏暱稱為「四眼白」，是28歲與17歲涼夏之間唯一的溝通橋樑。 |
| 王大陆   | 严岩     | 20歲，不學無術的熱血青年，在地鐵上與17歲靈魂的涼夏一見鍾情，被涼夏的美貌和才華深深吸引，但不理解為何涼夏對自己的態度時而熱情，時而冷淡，後來因痛苦於涼夏情緒的反覆，並且目睹涼夏與茅亮的親密，選擇接受其他女孩的示好。 |

### 其他演员
| 演员姓名 | 角色名称       | 介绍 |
| 潘斌龍   | 高總           |      |
| 寧文彤   | 民警郝大壯     |      |
| 隋凱     | 魔法巧克力廠主 |      |
| 桑平     | 屠夫           |      |
| 來喜     | 出租司機       |      |
| 刘冰     | 小             |      |
| 余心恬   | 严岩女友       |      |
| 汪汐潮   | 严岩好友       |      |
| 孟丹青   | 大牛．奧利奧   |      |
| 馮萬里   | 被撞麵包車司機 |      |
| 姜寒     | 小明同學傳單員 |      |
| 曲哲明   | 爾康           |      |

## 电影歌曲
| 曲别         | 歌名         | 演唱者 | 作词 | 作曲 |
| 主题曲       | 我我         | 常石磊 |      |      |
| 推广曲、插曲 | 当我找到了你 | 徐佳莹 |      |      |